# Palazzo Covoni
Palazzo Covoni si trova in via in via Ghibellina 125, con affaccio anche su via dell'Acqua, a Firenze.

## Storia
I Covoni ebbero il periodo di maggior fama tra il Trecento e il Quattrocento, quando, oltre ad una solida ricchezza dovuta alla loro compagnia commerciale e di credito, essi ricoprirono anche numerose cariche politiche nella Repubblica fiorentina. Avevano varie proprietà in questa zona tanto da determinare la denominazione del luogo come canto de' Covoni. Il loro principale palazzo sorse in un'area prima occupata da alcune case tra via della Vigna Vecchia e via Ghibellina. La via Ghibellina era storicamente la strada dei Salviati, pure ricchi e ambiziosi mercanti, con i quali deve essere certo sorta una specie di rivalità. Il Palazzo Da Cintoia per esempio, poco lontano da Palazzo Covoni, appartenuto ad un'antica famiglia nobile proprietaria di un castello in Val di Greve, fu acquistato verso il 1430 dai soliti Salviati, quasi a voler accerchiare i Covoni con i loro numerosi possedimenti nella zona.

## Descrizione
A documentare le più antiche origini del palazzo, sulla cantonata con via dell'Acqua, è un antico pilastro in pietra forte, con una campanella e un anello portatorcia in ferro battuto.

### Interno
Il palazzo ha subito dei restauri negli anni novanta del Novecento, che, oltre al recupero di vari soffitti con robuste e imponenti travature di legno, hanno riscoperto importanti resti dell'epoca medievale. Al primo piano sono riapparsi affreschi in stile giottesco e nella sala d'angolo è stata riscoperta una teoria di stemmi relativi alle più importanti dinastie regnanti all'epoca, a testimonianza dei legami che la famiglia dei mercanti Covoni aveva con principi e re di tutta Europa.
Anche il soffitto a lacunari è stato restaurato, e presenta oggi le robuste travature in legno nel sobrio stile trecentesco. Il palazzo disponeva di tre o quattro pozzi, che permettevano di attingere l'acqua fino ai piani superiori tramite particolari vani.